# Kaliumnitriet
Kaliumnitriet (KNO2) is het kaliumzout van waterstofnitriet. Deze stof komt voor als een witgeel hygroscopisch poeder of als kristallen. Kaliumnitriet is een voedingsadditief (249) en wordt gebruikt als conserveermiddel.
Kaliumnitriet ontstaat bij verhitting van kaliumnitraat in aanwezigheid van zuurstofgas:
{\displaystyle {\ce {2KNO3 ->[\Delta T] 2KNO2 + O2}}}

## Toxicologie en veiligheid
De stof kan bij verwarming boven de 530°C ontploffen. Ze ontleedt bij contact met zwakke zuren met vorming van giftige dampen, onder andere stikstofoxiden. Kaliumnitriet is een sterke oxidator en reageert met brandbare en reducerende stoffen, met brand- of ontploffingsgevaar tot gevolg. De stof kan schadelijk zijn voor het milieu.
Contact met de huid of de ogen kan ernstige irritaties veroorzaken.
De stof kan effecten hebben op het bloed, het hart en de bloedvaten, met als gevolg daling van de bloeddruk en de vorming van methemoglobine. Blootstelling aan kaliumnitriet kan de dood veroorzaken.